# رکن چهارم مشروطیت
رکن چهارم مشروطیت (انگلیسی: Fourth Estate)(یا قدرت چهارم) یک بخش از جامعه است که نفوذ غیرمستقیم اما قابل توجهی بر جامعه دارد، حتی اگر بخشی از نظام سیاسی به رسمیت شناخته نشود.
رایج‌ترین بخش رکن چهارم مشروطیت رسانه‌های خبری یا مطبوعات است.

## مبدأ
این را توماس کارلایل به واژه ای که ادموند برک در بحث‌های افتتاحیه پارلمانی سال ۱۷۸۷ در مجلس عوام بریتانیا آورده بود اضافه کرد.